# Полифорум Чьяпас
Конференц-центр и Полифорум штата Чьяпас, (исп. Centro de Convenciones y Polyforum Chiapas) также известный как Мезоамериканский полифорум, представляет собой крытую арену, вмещающую 3875 зрителей, расположенную в Тустла-Гутьеррес, Мексика. Строительство было завершено в 1994 году.

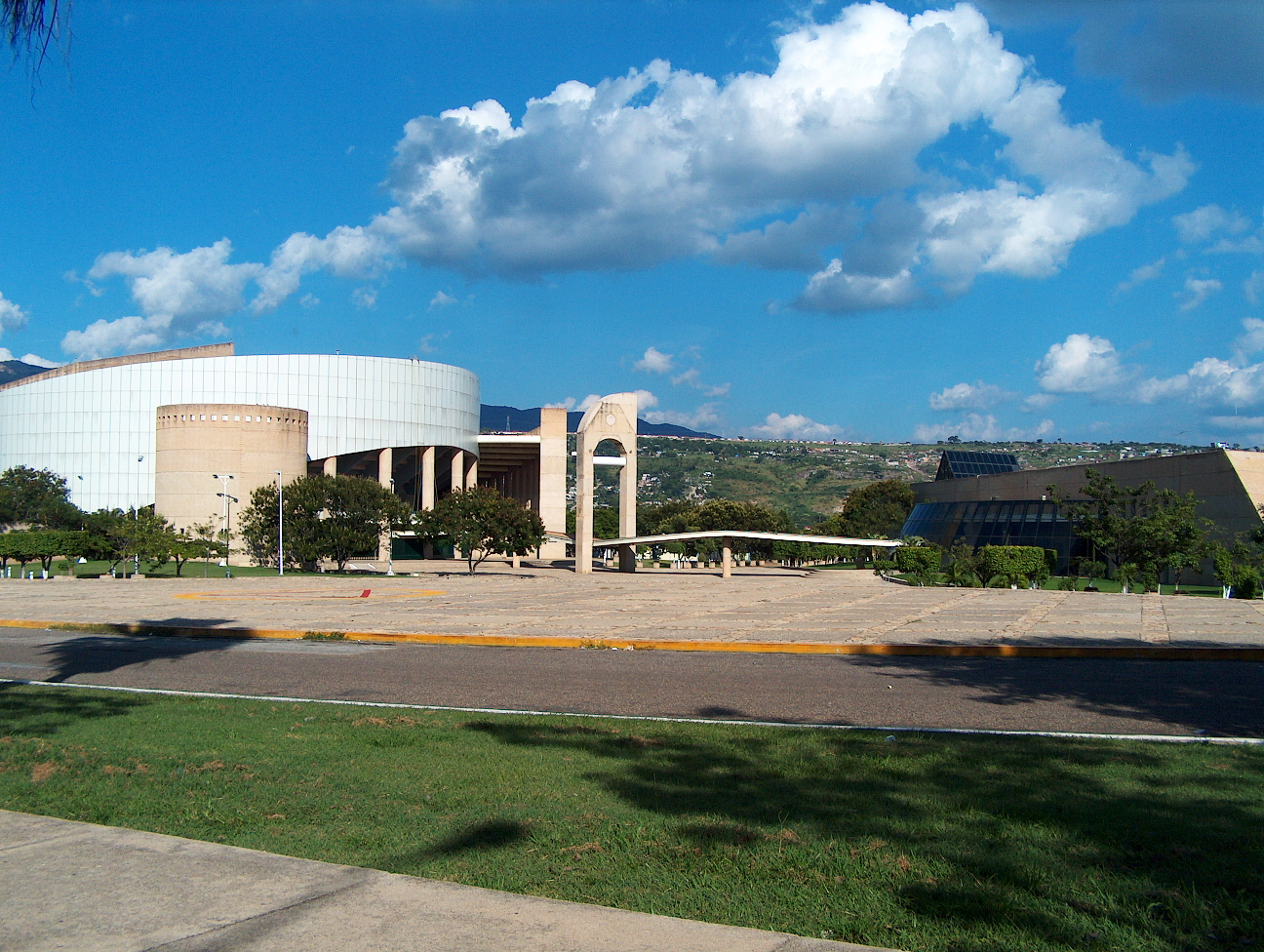
Главный вход

На этой арене проводятся различные мероприятия, включая концерты, баскетбольные матчи, «Луча Либре», конгрессы и другие торжественные события.
Общая площадь «Полифорума» составляет 3 825 м². В отличие от большинства арен, построенных в 1990-х годах, «Полифорум» обладает постоянной сценой, что позволяет проводить здесь не только спортивные мероприятия, но и театральные постановки. Зрители могут выбрать из двух типов сидений: постоянные кресла на подступенках и съемные напольные кресла.
«Полифорум» — главное здание Конвенционного центра в штате Чьяпас. Он включает в себя два выставочных зала: один площадью 1 405 м² и большой зал площадью 1 100 м². Общая площадь выставочных залов составляет 2 505 м². Кроме того, здесь расположены три конференц-зала, аудитория на 100 мест, ресторан на территории отеля и разнообразные высотные здания, в которых размещаются правительственные офисы.